# Thamnophis sirtalis
La serpiente de jarretera o culebra rayada (Thamnophis sirtalis) es una especie de reptil ovovivíparo inofensivo de la familia Colubridae. Habita en Estados Unidos y Canadá.

## Subespecies
- T.s. sirtalis Linnaeus 1758)
- T.s. parietalis Say 1823
- T.s. infernalis Blainville 1835
- T.s. concinnus Hallowell 1852
- T.s. dorsalis Baird y Girard 1853
- T.s. pickeringii Baird y Girard 1853

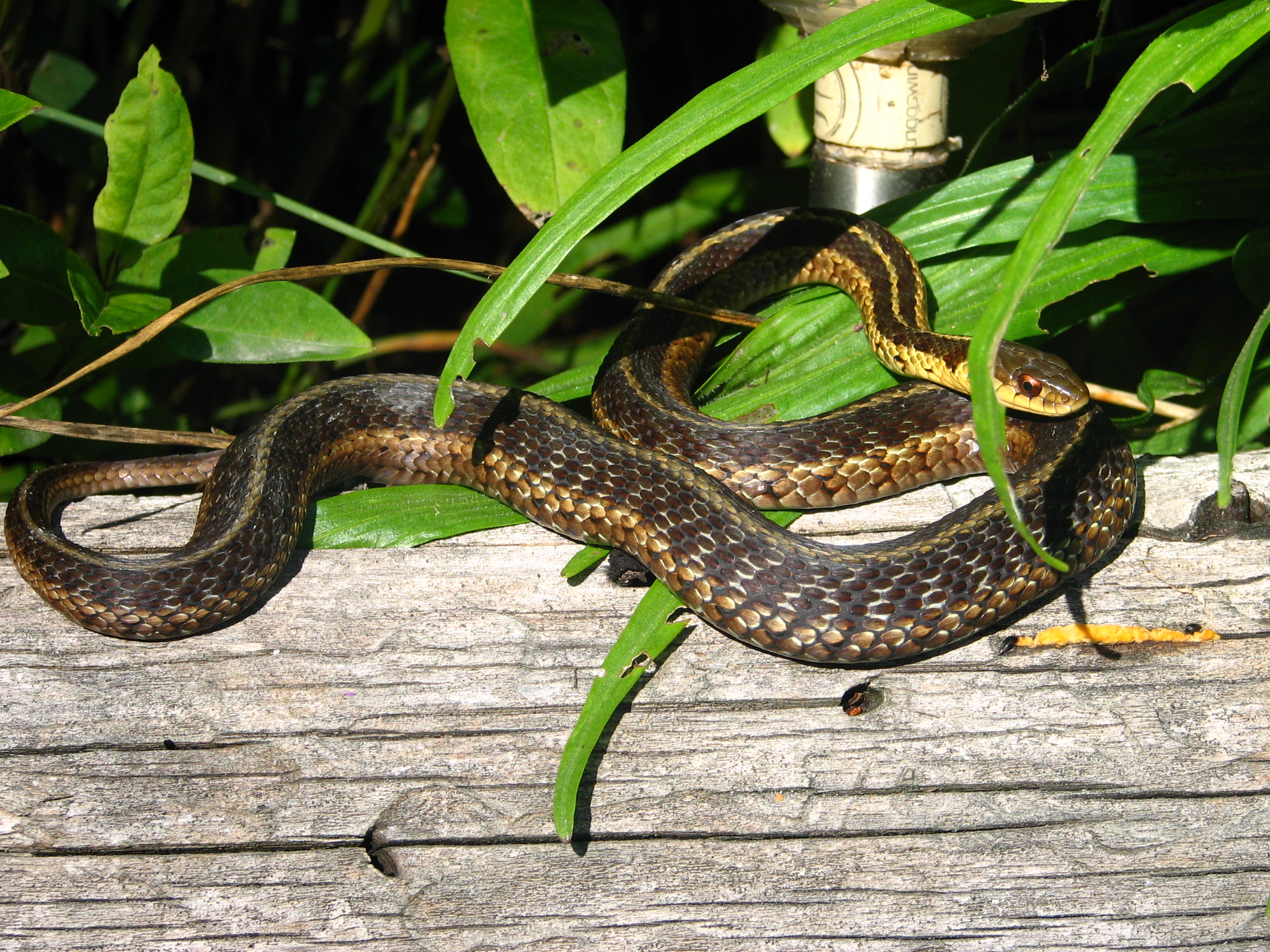
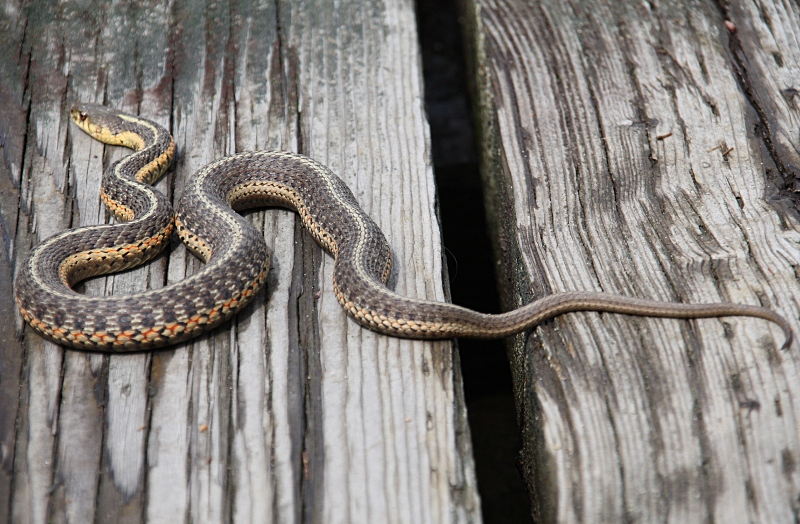
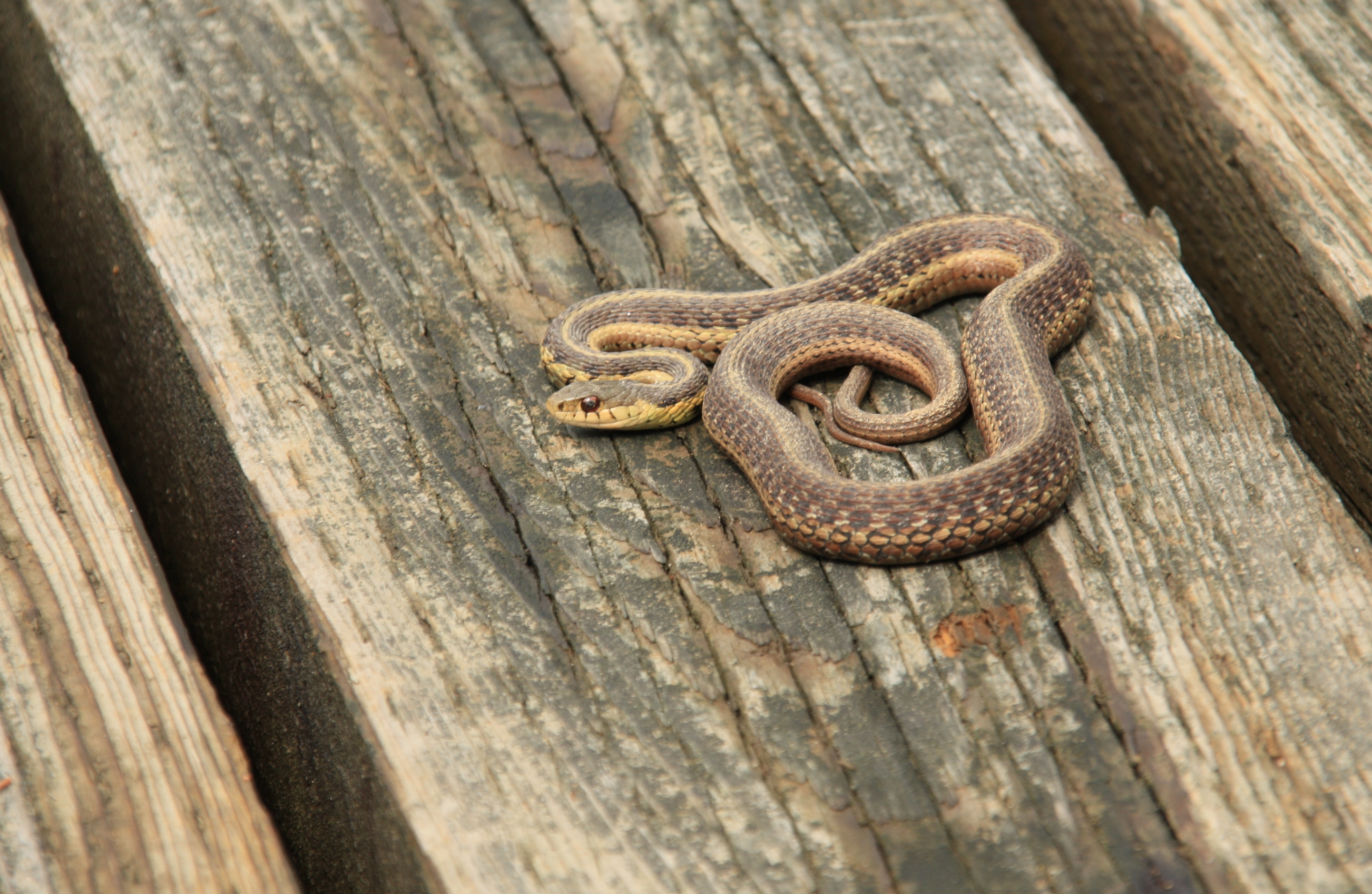

- T.s. tetrataenia Cope 1875
- T.s. semifasciatus Cope 1892
- T.s. pallidulus Allen 1899
- T.s. annectens Brown 1950
- T.s. fitchi Fox 1951
- T.s. similis Rossman 1965
- T.s. lowei Tanner 1988